# جاناتان میلر
سر جاناتان ولف میلر (به انگلیسی: Sir Jonathan Wolfe Miller) سی‌بی‌ای (متولد ۲۱ ژوئیه ۱۹۳۴ – درگذشته ۲۷ نوامبر ۲۰۱۹) یک کارگردان تئاتر انگلیسی، بازیگر، مجری تلویزیونی، مشاور پزشکی، نویسنده، طنزپرداز و مجسمه‌ساز بود.
او در اواخر ۱۹۵۰ برای پزشکی آموزش دید، و در اوایل ۱۹۶۰ با نقش در کمدی Beyond Fringe مطرح شد. باوجود مشاهده تعداد کمی اپرا و نداستن نوشتن موسیقی، او در دهه ۱۹۷۰ به کارگردانی تئاتر روی آورد و از آن زمان با چندین اثر کلاسیک به یکی از پیشروان کارگردانی اپرا در جهان تبدیل گردیده‌است. مشهورترین اثر او در سال ۱۹۸۲ یک اپرای سبک ریگولیتو، با موضوع مافیای ایتالیای کوچک منهتن در دهه ۱۹۵۰ است.
او به عنوان یک شخصیت تلویزیونی و روشنفکر عمومی در بریتانیا و آمریکا شناخته شده‌است.